# Chiến tranh phủ đầu
Chiến tranh phủ đầu hay chiến lược chiến tranh phủ đầu là chiến lược tấn công trong quân sự được thực hiện để đẩy lùi hoặc đánh bại một nguy cơ xâm lược, nhằm đạt được một lợi thế chiến lược trước một cuộc chiến tranh sắp xảy ra (bị xem là không thể tránh khỏi) mà đối phương sẽ tấn công. Đó là một chiến lược chiến tranh "phá vỡ hòa bình".
Thuật ngữ "chiến tranh phủ đầu" đôi khi bị nhầm lẫn với thuật ngữ "chiến tranh phòng ngừa". Sự khác biệt là một cuộc chiến phòng vệ được phát động để tiêu diệt mối đe dọa tiềm tàng của một bên thù địch khi cuộc tấn công đó chưa xảy ra hoặc được biết là đã được lên kế hoạch. Còn một cuộc chiến tranh phủ đầu được đưa ra với dự đoán về sự xâm lược ngay lập tức của quân đối phương. Hầu hết các học giả hiện đại đánh đồng chiến tranh phòng ngừa với sự gây hấn, và vì vậy lập luận đó là bất hợp pháp. Việc tiến hành chiến tranh phủ đầu có ít sự kỳ thị hơn so với việc tiến hành chiến tranh phòng ngừa.
Chiến lược này khởi đầu của xung đột vũ trang: bắt đầu "phá vỡ hòa bình" khi chưa có "cuộc tấn công vũ trang" nào, không được Hiến chương Liên Hợp Quốc cho phép, trừ khi được Hội đồng Bảo an Liên Hợp Quốc ủy quyền như là một nhiệm vụ thực thi. Một số học giả tuyên bố khi một kẻ thù được cho là bắt đầu chuẩn bị và điều này xác nhận cho một cuộc tấn công có thể xảy ra trong tương lai, nhưng chưa thực sự tấn công thì thực tế cuộc tấn công đã "bắt đầu", tuy nhiên ý kiến này chưa được Liên Hợp Quốc tán thành.